# Конституционный референдум в Южной Корее (1972)
Конституционный референдум 1972 года в Южной Корее состоялся 21 ноября и проходил в условиях военного положения, объявленного президентом Пак Чон Хи 17 октября того же года. Референдум был организован президентом Пак Чон Хи и его окружением с целью изменения действующей конституции страны, (а фактически — принятия новой конституции, так называемой Конституции Юсин).
Явка на референдум составила 91,9 %, из числа принявших участие 92,3 % высказались «за», что означало принятие конституции Четвёртой республики.

## Результаты референдума
| Выбор                   | Число поданных голосов | %    |
| ----------------------- | ---------------------- | ---- |
| За                      | 13 186 559             | 92,3 |
| Против                  | 1 106 143              | 7,7  |
| Испорченных бюллетеней  | 118 012                | -    |
| Всего                   | 14 410 714             | 100  |
| Источник: Nohlen et al. |                        |      |